# Fibrosis pulmonar
La fibrosis pulmonar es una enfermedad pulmonar intersticial caracterizada por la sustitución de tejido pulmonar por tejido colágeno. En análisis radiológicos se observa presencia de cicatrices en los pulmones. Esta sustitución genera cambios en las características físicas de los mismos, generando importantes cambios hemodinámicos y clínicos que pueden conducir a la muerte.

## Mecanismo de producción
De forma gradual, los alveolos son reemplazados por tejido fibrótico. Al formarse una cicatriz, el tejido se vuelve más grueso, causando una pérdida irreversible de la capacidad de intercambio de gases que disminuye progresivamente la oxigenación tisular general. La formación de tejido cicatricial en el tejido conectivo de los pulmones como secuela de cualquier inflamación o irritación provocada por algún factor desencadenante puede complicarse hasta la aparición de infarto pulmonar, absceso o bronquiectasia.

## Causas
La fibrosis pulmonar puede no tener causa conocida, en cuyo caso se denomina fibrosis pulmonar idiopática, o puede ser causada por un gran número de variables, en cuyo caso suele remitir al eliminar el factor desencadenante. Algunos de los factores que pueden asociarse al desarrollo de fibrosis pulmonar son los siguientes:
- Exposición a material particulado de asbesto, radiaciones, gases, o humos, polvo de carbón, polvo de algodón y polvo de sílice.
- También la exposición recurrente a plumas de aves, como las presentes en edredones nórdicos y almohadas con relleno de pluma y plumón. Se cree que la causa es una predisposición por hipersensibilidad.[2]
- Ciertos medicamentos como la bleomicina, amiodarona, metotrexato, oro, infliximab y etanercept, además de la quimioterapia.
- Enfermedades autoinmunitarias como el lupus, la artritis reumatoide, la sarcoidosis y la esclerodermia.
- Ciertas infecciones que puedan desarrollarse en los pulmones, como la tuberculosis.
- Secuelas por infección de COVID 19

## Fisiopatología
La fibrosis pulmonar consiste en la transformación gradual del parénquima pulmonar en tejido fibroso normal. La sustitución cicatricial del tejido normal de pulmón provoca disminución irreversible de la capacidad de difusión de oxígeno (oxigenación). Por otra parte, la disminución de la distensibilidad pulmonar por fibrosis conforma una enfermedad pulmonar restrictiva. Esta es la causa principal de enfermedad pulmonar restrictiva en relación con el parénquima pulmonar. Por el contrario, la tetraplejia y la cifosis son ejemplos de causas de enfermedad pulmonar restrictiva que no pasan necesariamente por la fibrosis pulmonar.
Esta fibrosis y disminución de la oxigenización redunda en un aumento de la presión pulmonar, reversible en un primer momento e irreversible desde el momento en que la elasticidad del pulmón se compromete.

## Síntomas
Los síntomas de la fibrosis pulmonar son principalmente:
- Falta de aliento, especialmente con el esfuerzo.[3]
- Tos seca y persistente crónica.[3]
- Fatiga y debilidad.[3]
- Molestia en el pecho.[3]
- Taquicardia sinusal
- Pérdida de apetito y pérdida de peso rápida.[3]

La fibrosis pulmonar es sugerida por una historia de disnea progresiva (dificultad respiratoria) con el esfuerzo A veces pueden escucharse estertores subcrepitantes inspiratorios en las bases pulmonares a la auscultación.

## Exámenes complementarios
Una radiografía de tórax puede o no presentar anormalidades, pero la tomografía axial computarizada de alta resolución con frecuencia demostrará anormalidades. En una espirometría, cuando la fibrosis es una enfermedad pulmonar restrictiva, el VEF1 (volumen espiratorio forzado en un segundo) de la CVF (capacidad vital forzada) se reduce de tal manera que la relación VEF / CVF está normal o incluso aumentada, a diferencia de una enfermedad pulmonar obstructiva en la que se reduce esta relación (por ejemplo, en la enfermedad pulmonar obstructiva crónica).

## Epidemiología
Cinco millones de personas en todo el mundo sufren de fibrosis pulmonar. Una amplia gama de tasas de incidencia y prevalencia han sido reportados para la fibrosis pulmonar. Las tasas de continuación son por 100 000 personas, y los rangos reflejan los criterios de inclusión estrictos y generales, respectivamente.
| Autores del estudio    |        | Tasa de incidencia | Tasa de prevalencia | Población                                                     | Años de duración del estudio |
| ---------------------- | ------ | ------------------ | ------------------- | ------------------------------------------------------------- | ---------------------------- |
| Raghu et al.           | --     | 6.8-16.3           | 14.0-42.7           | Sistema de procesamiento de reclamaciones de salud de EE. UU. | 1996–2000                    |
| Fernández Pérez et al. | --     | 8.8-17.4           | 27.9-63.0           | Condado de Olmsted, Minnesota                                 | 1997–2005                    |
| Coultas et al.         | Hombre | 27.5               | 30.3                | Condado de Bernalillo, NM                                     | 1988–1990                    |
|                        | Mujer  | 11.5               | 14.5                |                                                               |                              |

Sobre la base de estas tasas, la prevalencia de la fibrosis pulmonar en los Estados Unidos podrían variar de más de 29 000 a casi 132 000, con base en la población de 18 años o más en el año 2000. Los números reales pueden ser significativamente mayores debido a un mal diagnóstico. Por lo general, los pacientes están en sus años cuarenta y cincuenta cuando se diagnostica mientras que la incidencia de la fibrosis pulmonar idiopática aumenta dramáticamente después de los cincuenta años. Sin embargo, la pérdida de la función pulmonar se atribuye comúnmente a vejez, enfermedad cardíaca o enfermedades pulmonares comunes.

## Tratamientos

### Eliminación del factor desencadenante
El tratamiento principal consiste en eliminar el factor desencadenante de la fibrosis, en caso de que sea por causas conocidas como infección, exposición a gases entre otras.
El agravamiento de la neumonitis por hipersensibilidad, una forma menos severa de la fibrosis pulmonar, se puede prevenir evitando el contacto con la fuente de la enfermedad (contaminado con fuentes de bacterias, hongos o animales tales como el polvo).

### Medicamentos
Además de ellos, se suministran medicamentos enfocados a reducir la inflamación y mejorar la calidad de vida del paciente, siendo los glucocorticoides y los medicamentos citotóxicos los recetados con más frecuencia.

#### Corticoides
Dado que algunos tipos de fibrosis pulmonar pueden responder a los corticosteroides (como la prednisona), u otros medicamentos inmunosupresores, estos fármacos se recetan algunas veces en un intento de frenar los procesos que conducen a la fibrosis.
Con base en el conocimiento actual, parece que el sistema inmunitario desempeña un papel central en el desarrollo de diversas formas de fibrosis pulmonar. El objetivo del tratamiento con agentes inmunosupresores y corticosteroides es disminuir la inflamación pulmonar y, en consecuencia, la formación de tejido cicatricial. Las respuestas al tratamiento varían. Los pacientes cuyo cuadro clínico mejora con el tratamiento inmunosupresor, probablemente no tendrán fibrosis pulmonar idiopática, con ausencia de tratamiento importante e incluso posible cura. Algunos agentes farmacológicos diseñados para prevenir la formación de tejido cicatricial están en una fase experimental. Después de un año se reduce la dosis de prednisona a dosis mínimas que mantengan la estabilidad clínica. El 15% de los enfermos tratados experimentan una mejoría subjetiva y el 25% una mejoría objetiva.

#### Inmunosupresores
Entre los otros tipos de fibrosis, algunos pueden responder al tratamiento inmunosupresor con corticosteroides. Sin embargo, ya que solo una minoría de los pacientes responde solamente a corticosteroides, puede ser necesario añadir otro tratamiento tales como la ciclofosfamida, azatioprina, metotrexato, penicilamina o ciclosporina. La colchicina también se ha utilizado con éxito limitado.

#### Nuevos fármacos
Se están realizando ensayos con nuevos fármacos como el interferón gamma, micofenolato, mofetil, pirfenidona y nintedanib. Las opciones de tratamiento para la fibrosis pulmonar idiopática son muy limitados. La investigación está en curso, pero no hay indicios todavía de que los medicamentos podrían tratar esta enfermedad.
Tratamiento con Células Madre
Resultado satisfactorio en un niño con fibrosis pulmonar idiopática e indicación de trasplante de pulmón.
Se trató un niño de 9 años con una fibrosis pulmonar idiopática que no había respondido a ninguno de los tratamientos convencionales y tenía indicación de un trasplante de pulmón. Previo consentimiento informado de los padres, se le administraron CMN-MO autólogas mediante intubación orotraqueal. Hubo una mejoría progresiva y se evitó el trasplante indicado. Después de dos nuevos implantes en un periodo de 2 años, el paciente se mantiene bien e incorporado sin limitaciones a su vida cotidiana. 

### Trasplante de pulmón
El trasplante de pulmón es la única opción viable de tratamiento para casos severos.

## Pronóstico
La hipoxia causada por la fibrosis pulmonar puede conducir a la hipertensión pulmonar, la cual, a su vez, puede conducir a insuficiencia cardíaca del ventrículo derecho. La hipoxia puede prevenirse con la administración de suplementos de oxígeno. La hipertensión pulmonar puede ser tratada con fármacos como el enalapril.
La fibrosis pulmonar también puede resultar en un mayor riesgo de embolia pulmonar, que se puede prevenir por anticoagulantes. Mucha gente vive solo 3 a 5 años después del diagnóstico. La causa más común de muerte relacionada con la FPI es la insuficiencia respiratoria. Otras causas de muerte son la hipertensión pulmonar, insuficiencia cardíaca, embolia pulmonar, neumonía, y el cáncer de pulmón.
La genética puede desempeñar un papel en la causa de la fibrosis pulmonar. Si más de un miembro de una familia tiene fibrosis pulmonar, la enfermedad se llama fibrosis pulmonar familiar.

## Casos célebres
La fibrosis pulmonar fue la causa del deceso del escritor estadounidense Peter Benchley en 2006. En septiembre de 2014, el cantante venezolano José Luis Rodríguez, "El Puma", reveló que padece la enfermedad desde el año 2000. El actor norteamericano Marlon Brando murió en 2004 a causa de esta enfermedad. Jim Rohn, empresario estadounidense, falleció de fibrosis pulmonar en el año 2009.   El escritor y juez chileno Carlos Aránguiz falleció también de esta patología en enero de 2021.